# Johann Friedrich, Elector de Saxonia
Ioan Frederic I, supranumit Ioan cel Mărinimos, (în germană Johann Friedrich I; n. 30 iunie 1503 – d. 3 martie 1554), a fost principe elector al Saxoniei și șeful Confederației Protestante Germane, „Campion al Reformei”.

## Biografie
Ioan Frederic a fost fiul cel mare al principelui elector Ioan și a primei lui soții, Sofia de Mecklenburg-Schwerin, care a murit la 14 zile după nașterea sa, la 12 iulie 1503. El a fost educat de George Spalatin, prieten și consilier al lui Martin Luther și, prin urmare, Johann a dezvoltat devotamentul față de învățăturile lui Martin Luther. Cunoștințele sale de istorie au fost cuprinzătoare iar biblioteca sa, care conținea scrieri din toate domeniile științei, a fost una dintre cele mai mari biblioteci germane.

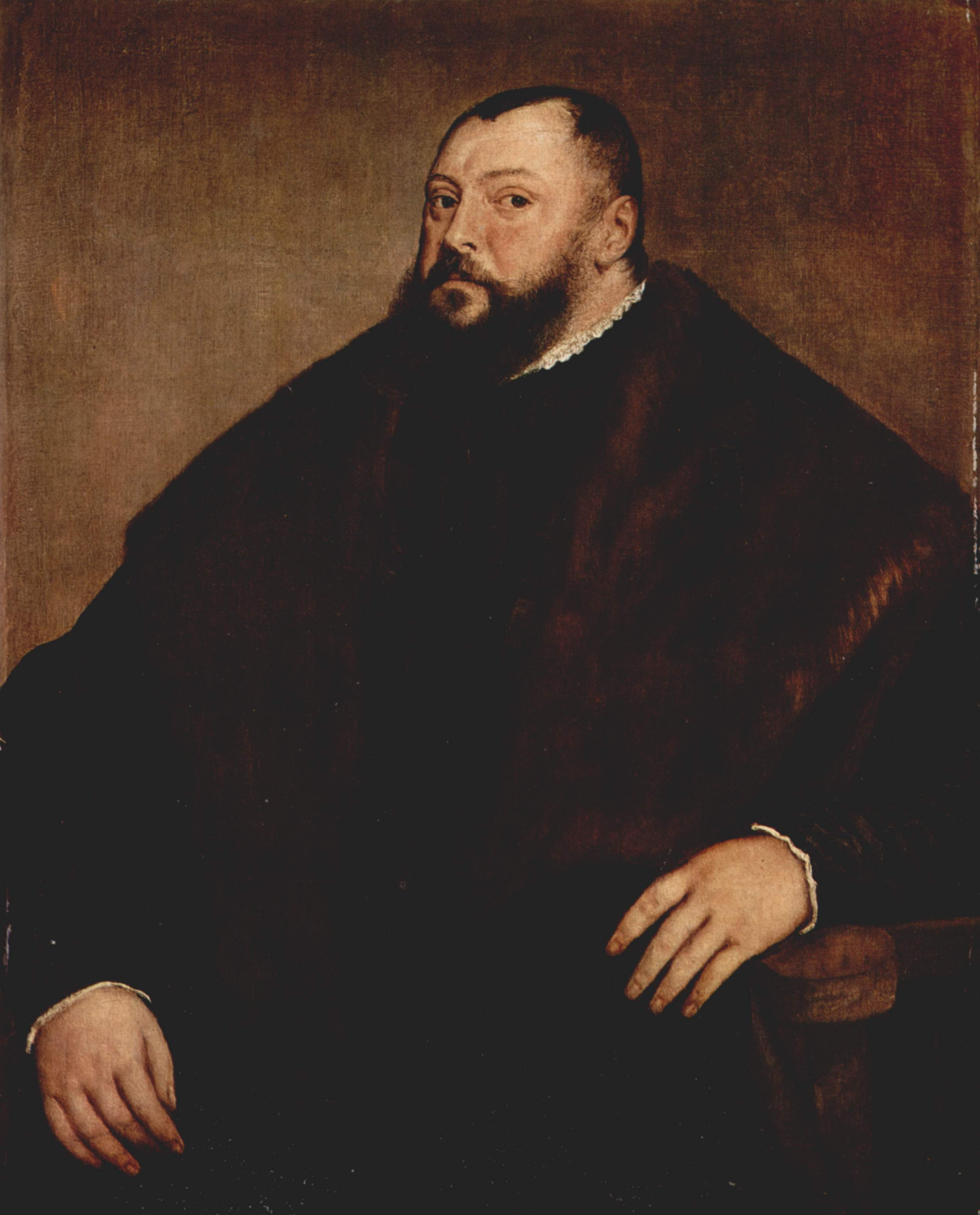
Johann Friedrich I

El a cultivat o relație personală cu Martin Luther, începând să corespondeze cu el în zilele când a fost emisă bula de excomunicare împotriva reformatorului și devenind adept convins al acestuia.
Cu viu interes a observat dezvoltarea mișcării reformatoare. El a citit cu nerăbdare scrierile lui Luther, a cerut tipărirea completă a primei ediții a operelor sale și în ultimii ani ai vieții sale a promovat elaborarea ediției Jena.
Influența luteranismul la curtea lui Ioan Frederic a fost vizibilă, de asemenea, datorită traducerii romanței frenceze Magelone de către Veit Warbeck, realizată în pregătirea căsătoriei lui Ioan Fredericîn 1527; elementele catolice au fost suprimate.
Tatăl său l-a introdus în afacerile politice și diplomatice ale timpului și el a condus primele negocierile privind un tratat cu Hesse în Kreuzburg și Friedewald. A luat parte în mod activ la tulburările cauzate de afacerea Pack și Luther a fost recunoscător pentru eforturi sale, în ciuda tinereții sale, pentru menținerea păcii.
În 1532 Ioan Frederic i-a succedat tatălui său ca elector. La început el a domnit împreună cu fratele său vitreg, Johann Ernest, însă în 1542 a devenit singurul conducător.
El a consolidat Biserica Luterană de stat prin instituirea unui Consistoriu electoral (1542). Când a izbucnit războiul în Schmalkaldic (1546), el a mărșăluit spre sud, în fruntea trupelor sale, dar invazia neașteptată a țării sale de către vărul său, ducele Maurice, l-a obligat să se întoarcă. A reușit să recucerească cea mai mare parte a posesiunilor sale și să-l respingă pe Maurice, dar brusc împăratul s-a îndreptat spre nord și l-a surprins pe principele elector. Bătălia de la Mühlberg din 24 aprilie 1547 i-a dispersat armata. Ioan Frederica fost rănit pe partea stângă a feței, rană care i-a lăsat o cicatrice urâtă de la ochi în jos pe obraz. A fost luat prizonier de Carol al V-lea și trimis în exil la Worms.
A fost eliberat la 1 septembrie 1552. Călătoria sa către casă a fost un marș triumfal. A îndepărtat guvernul de la Weimar și a reformat condițiile țării sale, dar a murit în termen de doi ani. De o atenție specială din partea lui s-a bucurat Universitatea de la Jena. A murit la Weimar la vârsta de 50 de ani.